# Белфонд
Белфонд (фр. Belfonds) насеље је и општина у северној Француској у региону Доња Нормандија, у департману Орн која припада префектури Алансон.
По подацима из 2011. године у општини је живело 179 становника, а густина насељености је износила 12,53 становника/km². Општина се простире на површини од 14,29 km². Налази се на средњој надморској висини од 215 метара (максималној 245 m, а минималној 170 m).

## Демографија
| 1962. | 1968. | 1975. | 1982. | 1990. | 1999. | 2011. |
| ----- | ----- | ----- | ----- | ----- | ----- | ----- |
| 253   | 292   | 250   | 213   | 207   | 218   | 179   |

График промене броја становника у току последњих година